# Martin Cao
Hong Wei "Martin" Cao (Hunan, 17 februari 1993) is een Chinees autocoureur die in 2014 het Britse Formule 3-kampioenschap won.

## Carrière
Cao begon zijn autosportcarrière in 2008 in de Chinese Formule Ford Campus. Hij won hier vijf races en behaalde het kampioenschap met zeven punten voorsprong op de nummer twee. Dat jaar eindigde hij ook achter Jim Ka To en Geoffrey Kwong als derde met zeven podiumplaatsen in de Aziatische Formule Renault Challenge. Tevens nam hij deel aan twee races van de Formule BMW Pacific voor het team Pacific Racing. In 2009 stapte hij fulltime over naar de Formule BMW Pacific, maar stapte over naar het team Ao's Racing. Hij scoorde zesmaal punten in negen races, waarmee hij als twaalfde in het kampioenschap eindigde.
In 2010 keerde Cao terug naar de Aziatische Formule Renault Challenge voor het FRD Racing Team. Hij won vijf van de zes races waar hij aan deelnam, waar er twaalf races werden verreden. Hij eindigde hierdoor achter Sandy Stuvik, Tin Sritrai en Samin Gómez als vierde in het kampioenschap. In 2011 reed hij slechts twee races in dit kampioenschap, waarin hij met één podiumplaats twintigste werd in het kampioenschap.
In 2012 ging Cao in Europa racen in de Formule Renault BARC voor het team Fortec Motorsports. Hij eindigde in negen van de dertien races in de punten, waarmee hij met 100 punten veertiende werd in het kampioenschap. Ook nam hij deel aan het winterkampioenschap, wat hij als vijfde afsloot met één podiumplaats.
In 2013 bleef Cao bij Fortec rijden in de hernoemde Protyre Formule Renault. Hij won zijn eerste race in het kampioenschap op de Rockingham Motor Speedway en eindigde achter Chris Middlehurst, Weiron Tan en Jorge Cevallos als vierde in het kampioenschap. Ook nam hij deel aan de drie races van het herfstkampioenschap, waarbij hij met één overwinning als tweede eindigde achter Ben Barnicoat.
In 2014 maakte Cao zijn Formule 3-debuut voor Fortec in het Britse Formule 3-kampioenschap. Hij eindigde in vijftien races op het podium, waaronder vier overwinningen. Hij streed met zijn teamgenoot Matt Rao om het kampioenschap, wat hij met twee punten verschil wist te winnen. Tevens nam hij deel aan de Masters of Formula 3 op het Circuit Park Zandvoort, waarin hij als zesde over de finish kwam. Aan het eind van het jaar maakte hij op het Autodromo Enzo e Dino Ferrari zijn debuut in het Europees Formule 3-kampioenschap voor Fortec.